# Kuk (Alpi Giulie)
Il monte Kuk con 1.1879 m s.l.m. è una cima della Catena Nero-Tolminski Kuk-Rodica.